# Цесна 408
Цесна 408 Скајкуријер  (енгл. Cessna 408 SkyCourier) је лаки двомоторни висококрилац који тренутно развија америчка компанија Текстрон Авијација.

## Развој и конструкција
Цесна 408 је први пут представљена јавности 28. новембра 2017. године. Авион се развија превасходно за потребе америчке теретне авиокомпаније FedEx. Цена је требало да износи око пет и по милиона долара по комаду. FedEx је наручио 50 комадa и изразио жељу да купи још 50 комада. Авион се нуди у две верзије: путничкој и карго. Карго варијанта има могућност превоза око 2700 килограма терета. Путничка варијанта може да превезе 19 путника. Брзина авиона износи 370 km/h, а долет око 1700 километара. Макета путничког простора у пуној величини јавности је први пут представљена октобра 2018. године.